# Amok (bande dessinée)
Pour les articles homonymes, voir Amok.
Amok est une série de bande dessinée italienne créée par le dessinateur Antonio Canale (sous le pseudonyme Tony Chan) et le scénariste Cesare Solini (sous le pseudonyme Phil Anderson) et publiée à partir de 1946 dans Avventure e mistero.
Amok est un athlétique justicier masqué qui combat le mal en Extrême-Orient avec l'aide de la panthère Kyo et du journaliste américain Bill Davidson.

## Biographie fictive
Amok est né sur l'île de Java le soir de l'assassinat de son père. Devenu adulte, il décide de porter un masque et de devenir justicier à la suite du kidnapping de sa petite amie : Nikita,. Par la suite, il mène son combat contre la secte du Scorpion.

## Aspect
Justicier au physique de Superman et au costume fortement inspiré par l'imaginaire du Fantôme,, Amok, un géant Javanais, se démarque de son homologue africain de par son plastron "à gueule béante". Il a pour compagnons une panthère apprivoisée du nom de Kyo et un journaliste du nom de Bill Davidson.